# Baudemont
Baudemont ist eine französische Gemeinde mit 627 Einwohnern (Stand: 1. Januar 2022) im Département Saône-et-Loire in der Region Bourgogne-Franche-Comté. Sie gehört zum Arrondissement Charolles und zum Gemeindeverband Communauté de communes Brionnais Sud Bourgogne. Die Bewohner werden Baudemontois und Baudemontoises genannt.

## Geografie
Baudemont liegt etwa 40 Kilometer westlich von Mâcon in den Hügellandschaften von Brionnais und Charolais. Nachbargemeinden von Baudemont sind Saint-Symphorien-des-Bois im Norden, Curbigny im Nordosten, La Clayette im Osten, La Chapelle-sous-Dun im Süden, Saint-Laurent-en-Brionnais im Südwesten sowie Vareilles im Westen und Nordwesten.

## Bevölkerungsentwicklung

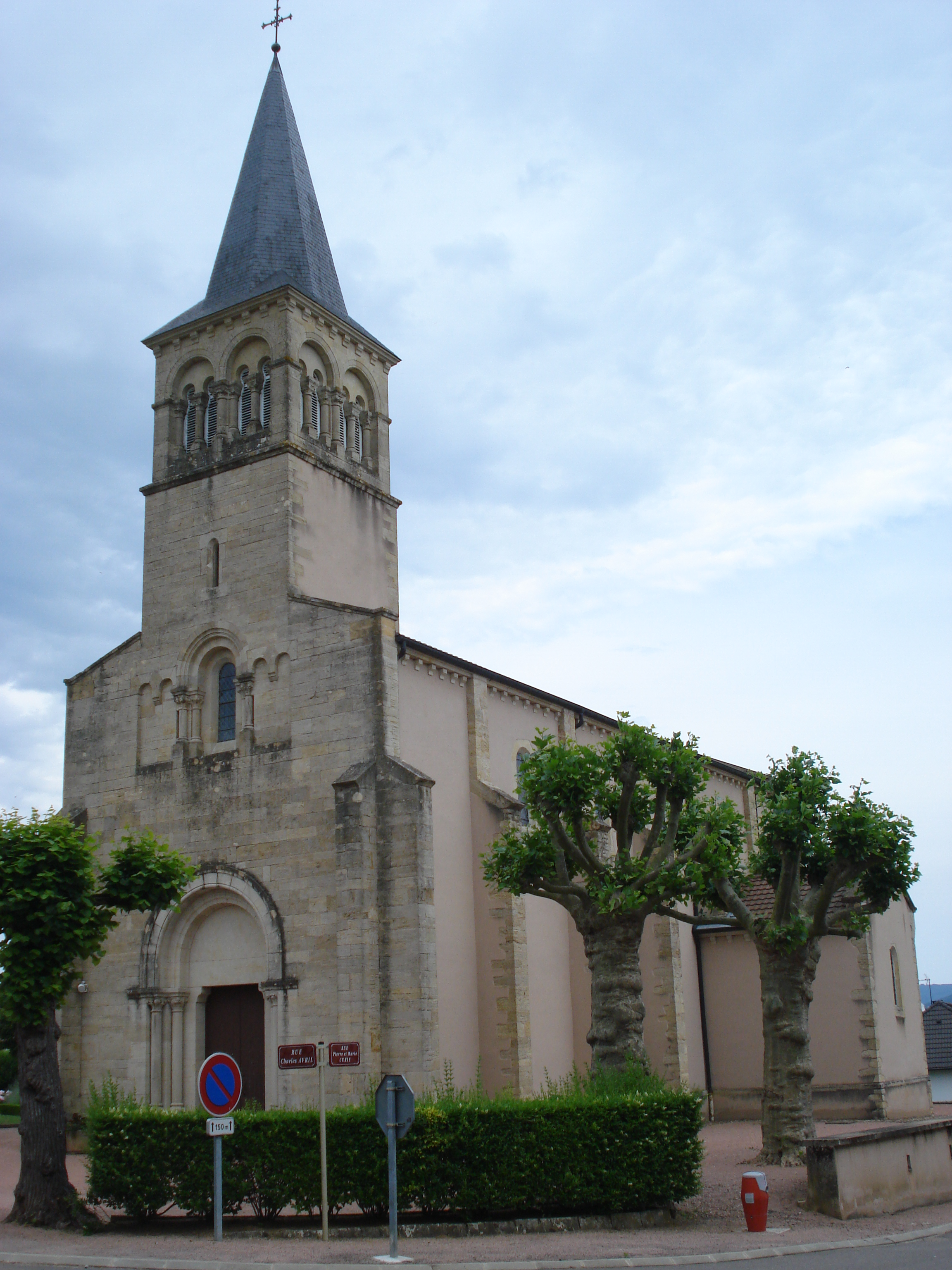
Kirche Saint-Martin

| Jahr                      | 1962 | 1968 | 1975 | 1982 | 1990 | 1999 | 2006 | 2011 | 2016 |
| Einwohner                 | 431  | 518  | 627  | 655  | 641  | 708  | 698  | 673  | 647  |
| Quelle: Cassini und INSEE |      |      |      |      |      |      |      |      |      |

## Sehenswürdigkeiten
- Kirche Saint-Martin von 1866
- Empfangsgebäude des Bahnhofs von La Clayette-Baudemont
- Turm Paradis

## Belege
1. ↑  Baudemont auf cassini.ehess.fr
2. ↑  Baudemont auf insee.fr